# Une villa à Los Angeles
Pour plus de détails, voir Fiche technique et Distribution.
Une villa à Los Angeles est une comédie dramatique française écrite et réalisée par Aliocha, sorti en 2013.

## Synopsis
J'avais une idée de la jeunesse, je la trouve pas chez ton fils, je la trouve chez toi!
Un père, son fils et leurs amis passent un week-end au bord de la mer en Bretagne mais les liens se font et se défont et la tension monte au rythme des marées changeantes.

## Fiche technique
- Titre original : Une villa à Los Angeles
- Réalisation : Aliocha
- Scénario : Aliocha
- Montage : Aliocha et Julie Duclaux
- Directeur de la Photographie : Pierre-Alain Giraud
- Son : Rémi Chanaud - Damien Tronchot
- Pays d’origine :  France
- Langue : français
- Durée : 1h20
- Format :  HD
- Genre : comédie dramatique
- Dates de sortie :
  -  France : 21 novembre 2013

## Distribution
- Jean-Louis Coulloc'h : Jean-Louis
- Vincent Guédon : Vincent
- Pascal Leduc : Pascal
- Valère Leduc : Valère
- Pablo Saavedra : Pablo
- Susan Jane Aufray : Sue, l'amie de Jean-Louis

## Tournage
Le tournage du film s'est déroulé en région Bretagne. 